# Friedensturnier (Schach)
Das Friedensturnier (kroatisch Turnir mira) ist ein traditionsreiches Schachturnier, das in Zagreb ausgetragen wird.

## Historie
Das Turnier sieht sich in einer Tradition mit anderen bedeutenden Schachturnieren wie dem Hastings-Schachturnier und dem heutigen Tata-Steel-Schachturnier in Wijk aan Zee. Nach dem ersten internationalen Turnier in Zagreb 1955 beschloss die politische Führung, ein weiteres Turnier auszurichten und so versammelten sich im Jahr 1965 Spieler der Weltklasse, darunter Bent Larsen, Dawid Bronstein und Tigran Petrosjan, gemischt mit starken jugoslawischen Spielern wie Svetozar Gligorić und Aleksandar Matanović. Den Sieg teilten sich jedoch punktgleich Borislav Ivkov und Wolfgang Uhlmann mit 13½ Punkten aus 19 Partien vor dem damaligen Schachweltmeister Petrosjan (12½/19). Es folgten weitere Turniere 1970, 1975 und 1985, ehe das Turnier bis 2018 pausierte. Mit Ausnahme von 2020 findet es seitdem wieder jährlich statt.

## Bisherige Sieger
| Austragung | Stadt         | Jahr | Spieler | Sieger                          | Punkte    | Quelle |
| ---------- | ------------- | ---- | ------- | ------------------------------- | --------- | ------ |
| I          | Zagreb        | 1965 | 20      | Borislav Ivkov Wolfgang Uhlmann | je 13½/19 | [ 2 ]  |
| II         | Zagreb Rovinj | 1970 | 18      | Robert James Fischer            | 13/17     | [ 2 ]  |
| III        | Zagreb Rovinj | 1975 | 14      | Gyula Sax                       | 8½/13     | [ 2 ]  |
| IV         | Zagreb Rijeka | 1985 | 15      | Jan Timman                      | 9/13      | [ 2 ]  |
| V          | Zagreb        | 2018 | 12      | B. Adhiban                      | 7½/11     | [ 2 ]  |
| VI         | Zagreb        | 2019 | 12      | Wassyl Iwantschuk               | 7½/11     | [ 2 ]  |
| VII        | Zagreb        | 2021 | 10      | Ihor Kowalenko                  | 6/9       | [ 3 ]  |
| VIII       | Zagreb        | 2022 | 10      | Jules Moussard                  | 7/9       | [ 4 ]  |
| IX         | Zagreb        | 2023 | 10      | Hans Moke Niemann               | 8/9       | [ 5 ]  |